# Die Weißhelme
Die Weißhelme (Originaltitel The White Helmets) ist ein britischer Dokumentar-Kurzfilm von Orlando von Einsiedel aus dem Jahr 2016, der sich mit der syrischen Zivilschutzgruppe Weißhelme befasst. Der Film wurde bei den 89. Academy Awards 2017 mit einem Oscar in der Kategorie „Bester Dokumentar-Kurzfilm“ ausgezeichnet.

## Inhalt
In dem für Netflix produzierten Film heißt es in der deutschen Übersetzung:

„Hunderte von Bomben werden in Syrien abgeworfen. Jeden Tag. Angriffe auf Krankenhäuser und Schulen in den Gebieten der Rebellen mit bis zu 50 getöteten Zivilisten… Eine Zivilistengruppe reagiert auf die Angriffe, sie sind als ‚Die Weißhelme‘ bekannt. Wir die ersten, die nach einem Bombenangriff eintreffen. Jeder kennt die Wahrheit über Syrien, doch keiner kann dem Massaker ein Ende bereiten. Dies ist die Geschichte wahrer Helden und unmöglicher Hoffnung. Die Weißhelme haben ein Motto: ‚Die Rettung eines Lebens … ist die Rettung der gesamten Menschheit.‘“

Gegründet im Jahr 2013 versuchen „The White Helmets“ (Die Weißhelme) Menschenleben bei ihren lebensgefährlichen Einsätzen zu retten. In ihrem Einsatzort Syrien werden sie fast täglich mit Luftangriffen auf zivile Ziele konfrontiert, bei denen Menschen getötet, verletzt und/oder verschüttet werden. Sie riskieren ihr eigenes Leben um als Ersthelfer anderen beizustehen. Meist sind sie als erste am Einsatzort und suchen in den durch Bombeneinschläge verwüsteten Trümmern nach Verschütteten.
Beleuchtet wird, welch physische und vor allem psychische Belastung dies ist und wie hoch die Leistungsbereitschaft der Männer sein muss, die tagtäglich an ihre Grenzen gehen, um anderen beizustehen.

## Produktion

### Produktionsnotizen
Es handelt sich um einen von Grain Media und Violet Films für Netflix produzierten Film, dessen Aufnahmen in Syrien und der Türkei entstanden.

### Hintergrund
Das Duo Orlando von Einsiedel und die Produzentin Joanna Natasegara war bereits zwei Jahre zuvor für den Dokumentarfilm Virunga (2014) für einen Oscar nominiert. Turbulenzen gab es um die Einreise von Rettungskräften der syrischen Hilfsorganisation der Weißhelme zur Oscarverleihung 2017, nachdem US-Präsident Donald Trump kurz nach Amtsantritt ein Einreiseverbot für alle Syrer sowie Bürger anderer muslimischer Länder erlassen hatte.
Bei den White Helmets handelt es sich um eine private Zivilschutzorganisation von Freiwilligen in Syrien, die nur in den von Haiʾat Tahrir asch-Scham kontrollierten Teilen des Landes aktiv ist.

### Veröffentlichung
Der Film wurde am 16. September 2016 in den Vereinigten Staaten und in Schweden (dort unter dem Titel De vita hjälmarna) als Premiere im Internet veröffentlicht. Gezeigt wurde er am 14. November 2017 unter dem Titel Biale helmy auf dem Camerimage Film Festival in Polen. In Brasilien lief er unter dem Titel Os Capacetes Brancos, in Frankreich unter Les Casques blancs, in Italien unter Caschi Bianchi und in Russland unter Белые шлемы. Der deutsche Titel ist eine Übersetzung von The White Helmets – Die Weißhelme.

## Auszeichnungen (Auswahl)
| Jahr | Auszeichnung                | verliehen durch; Kategorie                                                        | Ausgezeichnete[r]                                                 | Ergebnis  |
| ---- | --------------------------- | --------------------------------------------------------------------------------- | ----------------------------------------------------------------- | --------- |
| 2016 | IDA Award                   | International Documentary Association: „Bester Kurzfilm“                          | Orlando von Einsiedel, Joanna Natasegara                          | Gewonnen  |
| 2016 | Audience Award              | Hamptons International Film Festival: „Bester Kurzfilm“                           | Orlando von Einsiedel                                             | Gewonnen  |
| 2017 | Intern. Music + Sound Award | „Bester Kurzfilm“                                                                 | Patrick Jonsson                                                   | Nominiert |
| 2017 | Golden Reel Award           | Motion Picture Sound Editors: „Beste Tonbearbeitung – Soundeffekte“               | Claire Ellis, Tom Foster                                          | Nominiert |
| 2017 | Oscar                       | „Bester Dokumentar-Kurzfilm“                                                      | Orlando von Einsiedel, Joanna Natasegara                          | Gewonnen  |
| 2017 | Primetime Emmy Awards       | „Aussergewöhnliche Verdienste im Dokumentarfilm“/„herausragende Musikkomposition“ | Joanna Natasegara (Produzentin), Patrick Jonsson (Musik), Netflix | Nominiert |